# جایزه بزرگ آفریقای جنوبی ۱۹۶۲
جایزه بزرگ آفریقای جنوبی ۱۹۶۲ (انگلیسی: ‎1962 South African Grand Prix‎) یک مسابقهٔ موتوری در رشتهٔ اتومبیل‌رانی فرمول یک بود که در تاریخ ۲۹ دسامبر ۱۹۶۲ در پیست پرنس جورج واقع در لندن شرقی، آفریقای جنوبی برگزار شد. این گراند پری در میان ۹ گراند پری در فصل ۱۹۶۲، مسابقهٔ شمارهٔ ۹ بود.
در این مسابقه که در ۸۲ دور و به مسافت ۳۲۱٫۴۱۵ کیلومتر (۱۹۹٫۷۱۸ مایل) برگزار شد، پول پوزیشن توسط جیم کلارک کسب شد و سریع‌ترین زمان برای طی یک دور پیست که برابر با ۱:۳۱٫۰ بود نیز توسط جیم کلارک به ثبت رسید.
گراهام هیل از تیم بی‌آرام، بروس مک‌لارن از تیم کوپر-کلیمکس و تونی مگز از تیم کوپر-کلیمکس به‌ترتیب مقام‌های اول تا سوم مسابقه را کسب کردند.

## رده‌بندی قهرمانی پس از مسابقه
|       | جایگاه | راننده      | امتیاز  |
| ----- | ------ | ----------- | ------- |
|       | ۱      | گراهام هیل  | ۴۲ (۵۲) |
|       | ۲      | جیم کلارک   | ۳۰      |
|       | ۳      | بروس مک‌لارن | ۲۷ (۳۲) |
|       | ۴      | جان سرتیز   | ۱۹      |
|       | ۵      | دن گرنی     | ۱۵      |
| منبع: |        |             |         |

|       | جایگاه | سازنده       | امتیاز  |
| ----- | ------ | ------------ | ------- |
|       | ۱      | بی‌آرام       | ۴۲ (۵۶) |
|       | ۲      | لوتوس-کلیمکس | ۳۶ (۳۸) |
|       | ۳      | کوپر-کلیمکس  | ۲۹ (۳۷) |
|       | ۴      | لولا-کلیمکس  | ۱۹      |
|       | ۵      | پورشه        | ۱۸ (۱۹) |
| منبع: |        |              |         |

یادداشت
- تنها پنج جایگاه نخست از هر رده‌بندی نمایش داده شده‌است.